# غلين موريسون
غلين موريسون (بالإنجليزية: Glenn Morrison)‏ (و. 1986  م) هو دي جي، ومنتج أسطوانات، وموسيقي كندي، ولد في تورونتو، يستخدم آلات سنثسيزر.